# ルイーゼ・フォン・ヘッセン＝カッセル
ルイーゼ・フォン・ヘッセン＝カッセル（ドイツ語: Luise von Hessen-Kassel, 1817年9月7日 - 1898年9月29日）は、デンマーク国王クリスチャン9世の王妃。デンマーク語名はルイーセ・ア・ヘッセン＝カッセル（Louise af Hessen-Kassel）。

## 生涯
ヘッセン＝カッセル＝ルンペンハイム方伯ヴィルヘルムの三女として生まれる。母ルイーゼ・シャルロッテはデンマーク王クリスチャン8世の妹であった。弟フリードリヒ・ヴィルヘルムはヘッセン＝カッセル家の家長となった。
1842年にグリュックスブルク公子クリスティアンと結婚した。クリスティアンの母ルイーゼ・カロリーネは、父がヘッセン＝カッセル方伯フリードリヒ2世の三男カール、母がデンマーク王フレデリク5世の三女ルイーセであり、ルイーゼの両親どちらにとっても従姉妹であった。つまり、ルイーゼにとってクリスティアンは父方でも母方でも又従弟にあたった。
ルイーゼの母方の従兄にあたるフレゼリク7世が後継ぎを儲けることなく崩御すると、夫が自身（グリュックスブルク家はデンマーク王家であるオレンボー家の分家）とルイーゼの血筋によって王位継承者に選ばれ、デンマーク国王クリスチャン9世として即位した。

## 子女
- クリスチャン・フレゼリク・ヴィルヘルム・カール（1843年 - 1912年） - デンマーク王フレゼリク8世
- アレクサンドラ・カロリーネ・マリー・シャルロッテ・ルイーセ・ユリア（1844年 - 1925年） - イギリス王エドワード7世妃
- クリスチャン・ヴィルヘルム・フェルディナント・アドルフ・ゲオルク（1845年 - 1913年） - ギリシャ王ゲオルギオス1世
- マリー・ソフィー・フレデリケ・ダウマー（1847年 - 1928年） - ロシア皇帝アレクサンドル3世皇后　ロシア名はマリア・フョードロヴナ
- テューラ・アマーリア・カロリーネ・シャルロッテ・アンナ（1853年 - 1933年） - 元ハノーファー王太子エルンスト・アウグスト2世妃

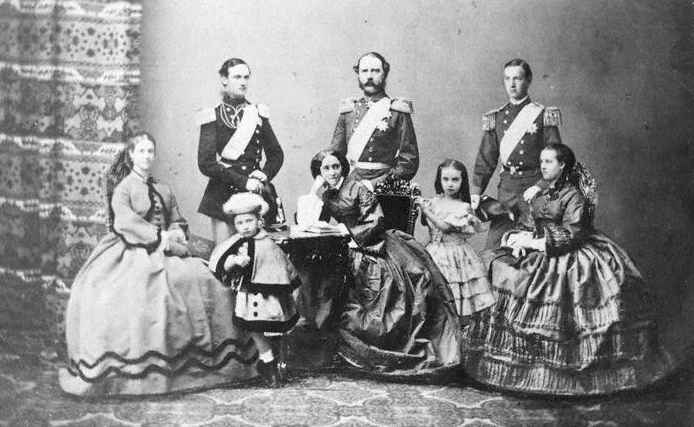
ルイーゼと家族（1862年頃）

- ヴァルデマー（1858年 - 1939年）